# Centre de détention de Mauzac
Le centre de détention de Mauzac est un centre de détention français du département de la Dordogne, en région Nouvelle-Aquitaine.

## Géographie
Le centre de détention de Mauzac est situé en Périgord sur la commune de Mauzac-et-Grand-Castang dans la vallée de la Dordogne, près du canal de Lalinde, à une vingtaine de kilomètres à l’est de Bergerac.

## Description
Ce centre peut accueillir jusqu'à 332 détenus en 2018, c'est aussi le principal employeur de la commune.

## Histoire
Construit en 1939 pour servir de poudrière, il est transformé en prison militaire le 6 novembre 1940, puis en camp d'internement lors de la Seconde Guerre mondiale.
En juillet 1942, dix agents secrets britanniques et le député français Jean Pierre-Bloch détenus dans ce camp s'échappent en compagnie d'un gardien.
En 1945, à la Libération, le camp sud a été transformé en centre pénitentiaire des cours de justice de la Libération, puis d’octobre 1947 à février 1951, en prison pour femmes. Magda Fontanges, actrice et journaliste, qui fut espionne pour le compte de l'Allemagne pendant la Seconde Guerre mondiale, y fut internée de 1948 à 1951,.